# Новоолексіївка (Василівський район)
Новоолексі́ївка — село в Україні, у Василівському районі Запорізької області. Населення становить 81 осіб. Орган місцевого самоврядування - Великознам'янська сільська рада.

## Географія
Село Новоолексіївка знаходиться на правому березі річки Рогачик, вище за течією на відстані в 0,5 км розташований смт Верхній Рогачик (Херсонська область), нижче за течією на відстані в 0,5 км розташоване село Зоря (Херсонська область), на протилежному березі — село Трудовик (Херсонська область). Річка в цьому місці пересихає.

## Історія
- 1929 — дата заснування.